# 론 산토

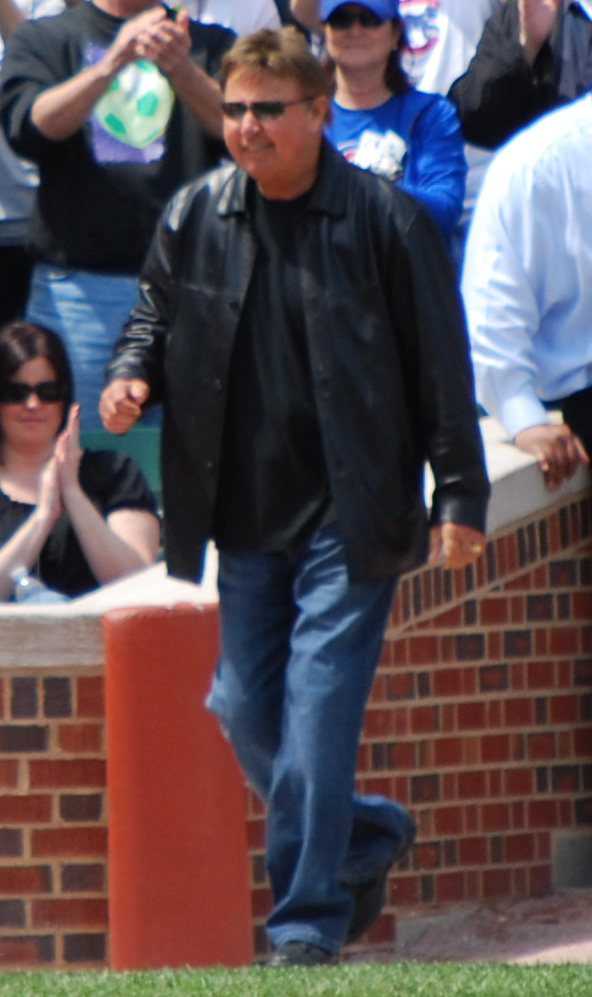

론 산토(Ronald Edward Santo, 1940년 2월 25일 ~ 2010년 12월 4일)는 전 미국의 야구 선수이다.